# Christian Hartl
Christian Hartl (* 22. November 1964 in Herrsching am Ammersee) ist ein römisch-katholischer Geistlicher und war von 2016 bis 2021 Hauptgeschäftsführer von Renovabis.

## Leben
Christian Hartl wuchs in Seeshaupt am Starnberger See auf. Nach fünfjährigem Theologiestudium empfing er am 24. Juni 1990 in Augsburg die Priesterweihe. Am 8. Juli 1990 feierte er seine Heimatprimiz in Seeshaupt. Christian Hartl wurde 1993 nach Kaplanstellen in Füssen und Murnau Sekretär und Zeremoniar unter dem Augsburger Bischof Viktor Josef Dammertz. Nach der Bestellung zum Domvikar am Hohen Dom zu Augsburg wurde er 1997 Pfarrer in Etting und schrieb über die Kreuzesspiritualität Julius Kardinal Döpfners seine Promotion an der Universität Innsbruck. Nach dreijähriger Tätigkeit als Subregens war er, bis zu seiner Ablösung 2009 durch Martin Straub, ab 2003 Regens im Augsburger Priesterseminar und Lehrbeauftragter für Homiletik an der Katholisch-Theologischen Fakultät der Universität Augsburg. Von 2009 bis 2016 war er als Pfarrer in Bad Heilbrunn und ab 2012 auch als Spiritual am interdiözesanen Priesterseminar St. Lambert in Lantershofen tätig.
Hartl war seit 2016 Hauptgeschäftsführer von Renovabis mit der regulären fünfjährigen Amtszeit; 2021 folgte ihm Thomas Schwartz im Amt.
Zum 1. Oktober 2021 kehrte er in sein Heimatbistum Augsburg zurück und ist als Bischöflicher Beauftragter für geistliches Leben tätig.